# Intelligence Squared
Intelligence Squared — компанія, заснована у Лондоні, Велика Британія, в 2004 році, організатор дебатів та інших інформаційних подій у Великій Британії, США, Австралії та в інших країнах.
Запрошуючи на дебати з найважливіших тем сучасності багатьох видатних громадських і політичних діячів та експертів з усього світу, Intelligence Squared має світову репутацію організатора інтелектуальних дискусій. Дебати компанії Intelligence Squared транслюються каналом BBC World у всьому світі, приблизна кількість глядачів — 76 мільйонів.
Intelligence Squared у партнерстві з Фондом «Ефективне управління» проводить публічні дебати на теми розвитку економіки й бізнесу в Україні.